# Morialmé
Morialmé is een plaats en deelgemeente van de Belgische gemeente Florennes.
Morialmé ligt in de provincie Namen en was tot 1 januari 1977 een zelfstandige gemeente.

## Demografische ontwikkeling
- Bronnen:NIS, Opm:1831 tot en met 1970=volkstellingen, 1976= inwoneraantal op 31 december

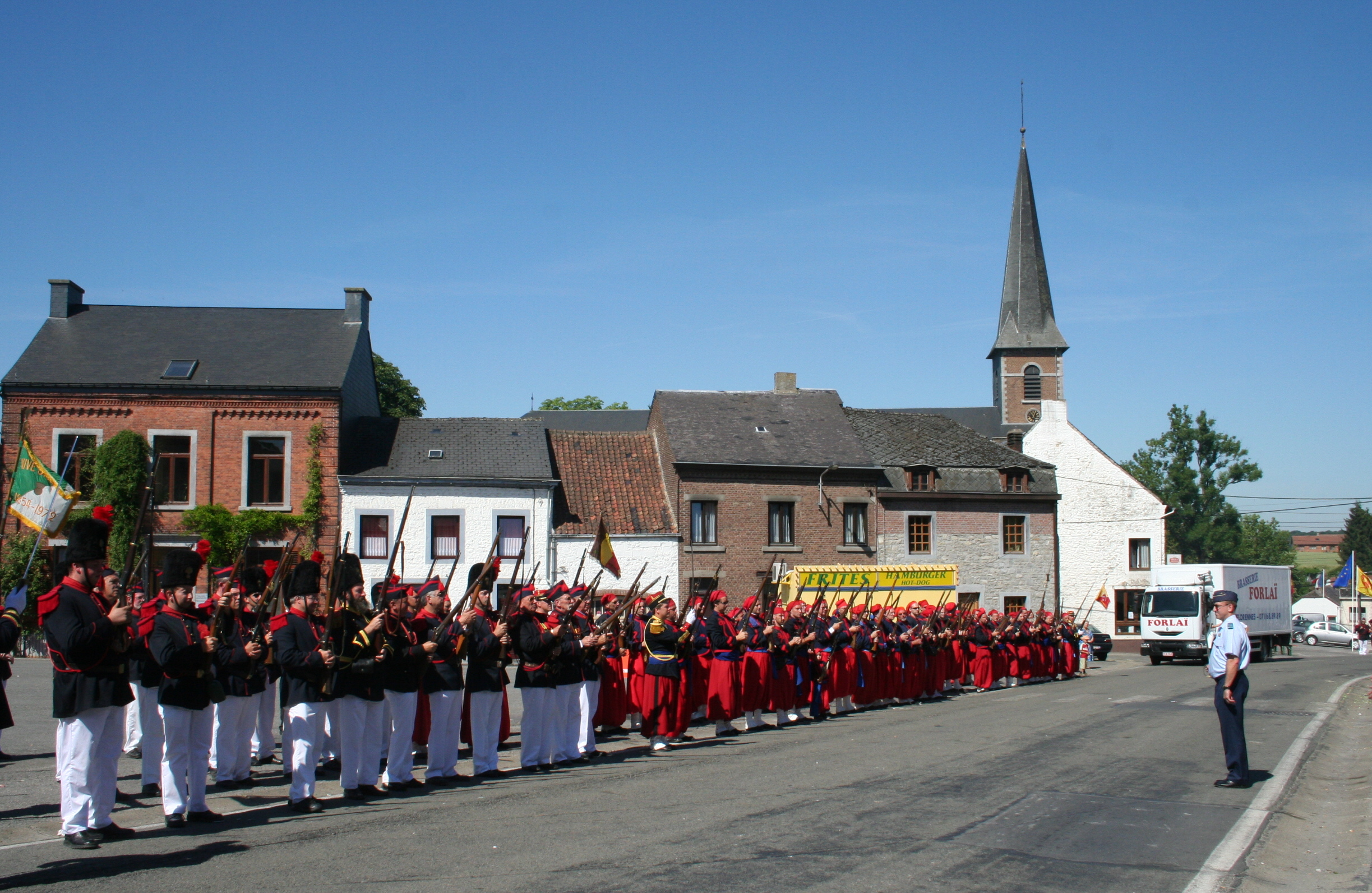
Marche Saint-Pierre in Morialmé.

Morialmé is bekend van de Marche Saint-Pierre. Dit is een van de vijftien folkloristische stoeten van de Marches de l'Entre-Sambre-et-Meuse die in 2012 door UNESCO opgenomen zijn als werelderfgoed op de Representatieve lijst van het immaterieel cultureel erfgoed van de mensheid.

## Geboren
- Jean Dieudonné Lion (1771 - 1840), generaal
- Emile Masson (1888 - 1973), wielrenner
- Geneviève Meunier (1959), politicus